# سارفيس برو 8
سارفيس برو 8 (بالإنجليزية: Surface Pro 8)‏ هو أول جهاز كمبيوتر يجمع بين خصائص الكمبيوتر المحمول والجهاز اللوحي ويستند إلى منصة إنتل إيفو ويتوفر علي خيارين من معالجات كور أي i5 وi7 ويتسم بمساحة تخزين تبلغ 256 غيغابايت وأكثر، وهو كمبيوتر لوحي 2 في 1 قابل للفصل، طورته مايكروسوفت ليحل محل سارفيس برو 7. يجمع بين عامل الشكل والتصميم الخارجي لجهاز سارفيس برو اكس مع الأجهزة الداخلية المستندة إلى إنتل من سارفيس برو بلس. يعمل الجهاز اللوحي بنظام التشغيل ويندوز 11 الجديد.

## المميزات
- نظام التشغيل ويندوز 11
- كور أي i5 وi7 الجيل 11.
- جسم معاد تصميمه
- شاشة تعمل باللمس مقاس 13 بوصة بدقة 267 بكسل لكل بوصة ونسبة عرض إلى ارتفاع تبلغ 3: 2
- معدل التحديث 120 هرتز
- سعة تخزين تصل إلى 1 تيرابايت
- ذاكرة تصل سعتها إلى 32 جيجابايت
- دعم كاميرا فيديو 4K

## المعدات
يأتي سارفيس برو 8 بتصميم يتماشى مع تصميم سارفيس برو اكس. مع ذاكرة من نوع إس إس دي قابل للإزالة، كما يحتوي على شاشة جديدة مقاس 13 بوصة 120 هرتز، يحتوي على منفذين يو اس بي سي مع منفذ الصاعقة، بوجود مسند يتطور من 0 درجة إلى 165 درجة. توفر البطارية عمر بطارية يصل إلى 16 ساعة تقريبًا.